# Phoroncidia bifrons
Phoroncidia bifrons là một loài nhện trong họ Theridiidae.
Loài này thuộc chi Phoroncidia. Phoroncidia bifrons được Eugène Simon miêu tả năm 1895.